# 魏氏春秋
魏氏春秋又名魏春秋，或魏氏陽秋，是東晉孫盛編寫的一本編年體史書，共有二十卷。
《魏氏春秋》以曹魏為正統，記載曹操執政以及曹魏時期史事，頗具文學色彩。孫盛參酌的史籍有西晉郭頒《魏晉世語》和東
晉干寶的《晉紀》。因為《魏氏春秋》多採納傳聞之說，真實性檢核不周，情節較為誇張，多有錯誤。裴松之批判孫盛本人“好奇情多，而不知言之伤理”。例如曹操杀孔融，据说又把他的小孩也杀了，此說於史無據。《魏志.崔琰传》注引《世语》云：二子“以为必俱死也”。孙盛《魏氏春秋》却說二子“俱见杀”。
在孫盛之前，已有王沈、魚豢、陳壽等史家撰寫曹魏國史，但孫盛明顯挑戰陳壽觀點，展現出與陳壽《三國志》不同的面貌。目前該書已失傳。裴松之《三國志註》、陶宗儀《说郛》和《增訂漢魏六朝別解·史部》均引用此書。